# Cyrtopeltocoris balli
Cyrtopeltocoris balli är en insektsart som beskrevs av Knight 1968. Cyrtopeltocoris balli ingår i släktet Cyrtopeltocoris och familjen ängsskinnbaggar. Inga underarter finns listade i Catalogue of Life.